# Michael Nader
Michael Nader né le 19 février 1945 à Saint-Louis (Missouri) et mort le 23 août 2021 à San Francisco en Californie, est un acteur américain, connu particulièrement pour son rôle de Dex Dexter dans Dynastie.

## Filmographie

### Télévision
- 1965 : Gidget
- 1980 : Magnum - Saison 1 (épisode : 8) : Mitch Caldwell
- 1983-1988 : Dynastie - Saison 4 à saison 9 : Dex Dexter
- 1988 : La Grande Évasion 2 (The Great Escape II: The Untold Story) de Paul Wendkos et Jud Taylor
- 1990-1991 : Flash - 2 épisodes : Nicholas Pike
- 2002 : New York, unité spéciale (saison 3, épisode 17) :  Robert Prescott

### Cinéma
- 1963 : Beach Party de William Asher : un garçon de la plage
- 1964 : Muscle Beach Party de William Asher
- 1964 : For Those Who Think Young (en)
- 1964 : Bikini Beach de William Asher
- 1964 : Pajama Party de  Don Weis : Pajama Boy
- 1965 : Beach Blanket Bingo de William Asher : Butch
- 1965 : Ski Party
- 1965 : How to Stuff a Wild Bikini de William Asher : Mike
- 1965 : Deux Cinglés à l'armée (Sergeant Dead Head) de Norman Taurog : Policier de l'air
- 1966 : Fireball 500
- 1967 : The Trip de Roger Corman
- 1992 : The Finishing Touch de Fred Gallo : Sam Stone